# Best of the Blues Brothers
Best of the Blues Brothers è il quarto e ultimo album dei Blues Brothers, uscito prima della morte di John Belushi nel 1982. È una raccolta pubblicata dall'Atlantic Records il 30 novembre 1981. Insieme a tracce tratte dai tre album precedenti, Briefcase Full of Blues, Original Soundtrack Recording e Made in America, include versioni live inedite di Everybody Needs Somebody to Love, Rubber Biscuit e Expressway to Your Heart.

## Tracce
1. Expressway to Your Heart – 3:23
2. Everybody Needs Somebody to Love – 2:36
3. I Don't Know – 4:16
4. She Caught the Katy – 4:12
5. Soul Man – 3:03
6. Rubber Biscuit – 3:25
7. Goin' Back to Miami – 3:33
8. Gimme Some Lovin' – 3:07
9. 'B' Movie Boxcar Blues – 4:08
10. Flip, Flop & Fly – 3:39

## Formazione
- "Joliet" Jake Blues – voce
- Elwood Blues – voce, armonica
- Matt "Guitar" Murphy – chitarra
- Steve "The Colonel" Cropper – chitarra
- Donald "Duck" Dunn – basso
- Paul "The Shiv" Shaffer – tastiere, cori
- Willie "Too Big" Hall – batteria
- Steve "Getdwa" Jordan – batteria, cori
- Lou "Blue Lou" Marini – sassofono
- Tom "Triple Scale" Scott – sassofono
- Tom "Bones" Malone – sassofono, trombone, tromba, cori
- Alan "Mr. Fabulous" Rubin – tromba, cori